# 1255

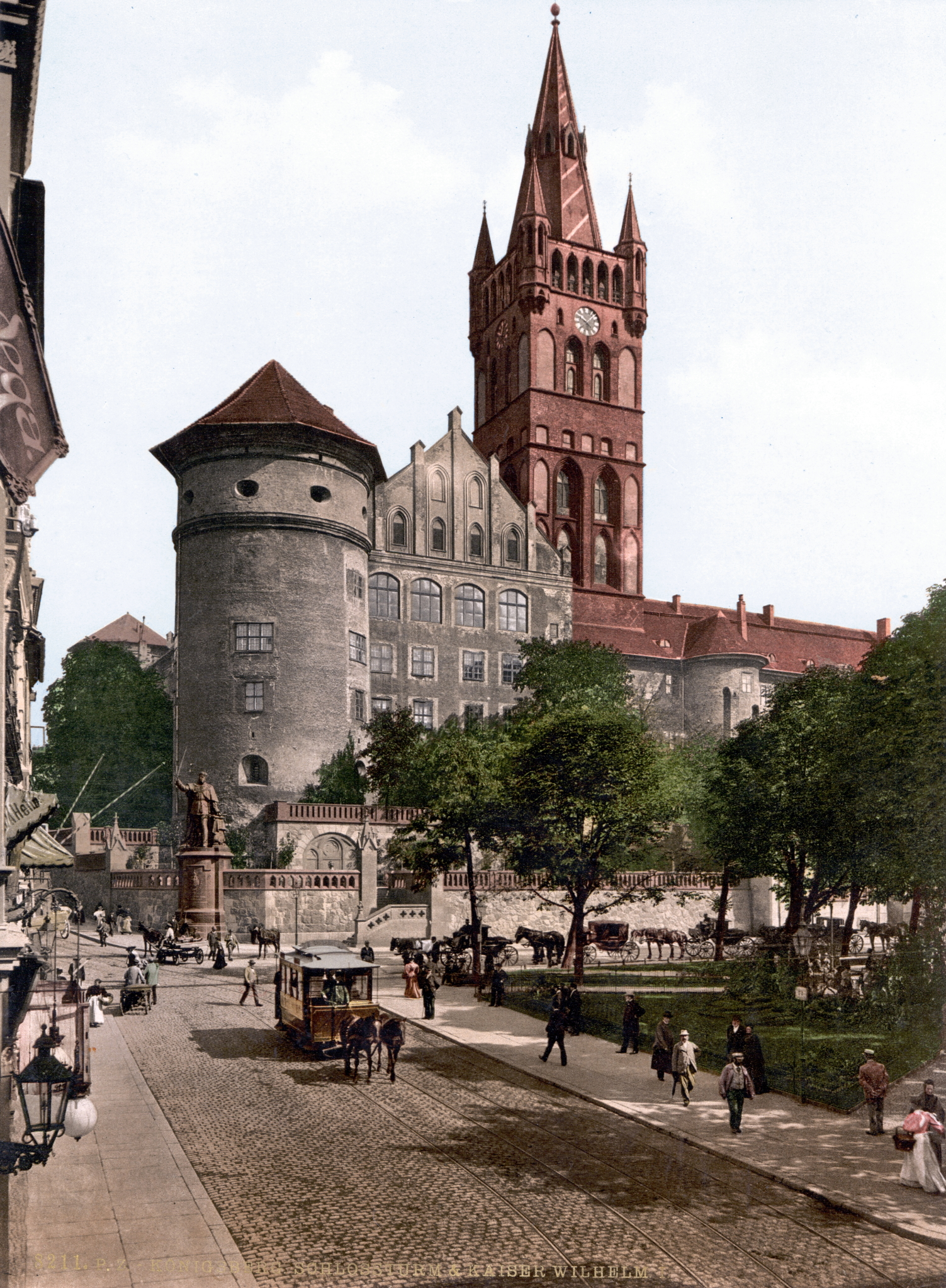
De burcht van Koningsbergen voor de Tweede Wereldoorlog

Het jaar 1255 is het 55e jaar in de 13e eeuw volgens de christelijke jaartelling.

## Gebeurtenissen
januari
- 23 januari - de latere Hugo III van Cyprus trouwt met Isabelle van Ibelin
- januari - Ridders van de Duitse Orde stichten een houten burcht aan de monding van de Pregel op de plek van het Pruisische dorp Tuwangste. De burcht wordt snel in steen versterkt en is het begin van de stad Koningsbergen, het huidige Kaliningrad.

april
- 6 - Theobald II van Navarra trouwt met Isabella Capet

oktober
- 11 - Het Hoogheemraadschap van Rijnland ontvangt van graaf Willem II van Holland een charter waarin de rechten van het eerste waterschap worden opgesomd.

december
- 16 - Bij huisverdrag (de Prima divisio) wordt het Graafschap Nassau verdeeld tussen de broers Otto I en Walram II.

zonder datum
- Lissabon wordt de hoofdstad van koninkrijk Portugal.
- Willem II van Holland trekt op om zijn gezag in West-Friesland te vestigen, maar zijn leger loopt vast in het drassige gebied, en hij besluit zijn actie uit te stellen tot de winter.
- stadsrechten voor: Banská Bystrica, Hechingen, Norden
- De stad Ciudad Real wordt gesticht.
- Lodewijk II en Hendrik XIII verdelen Beieren, waarbij Lodewijk Opper-Beieren en de Palts krijgt, en Hendrik Neder-Beieren.
- Ulrich von Liechtenstein schrijft Vrowen Dienst

## Opvolging
- Bigorre - Adelheid van Montfort opgevolgd door haar zoon Eschivat IV
- patriarch van Constantinopel - Manuel II opgevolgd door Arsenius Autoreianus
- Gouden Horde - Batu opgevolgd door zijn zoon Sartaq
- Mali - Sundiata Keïta opgevolgd door Ouali Mansa

## Afbeeldingen

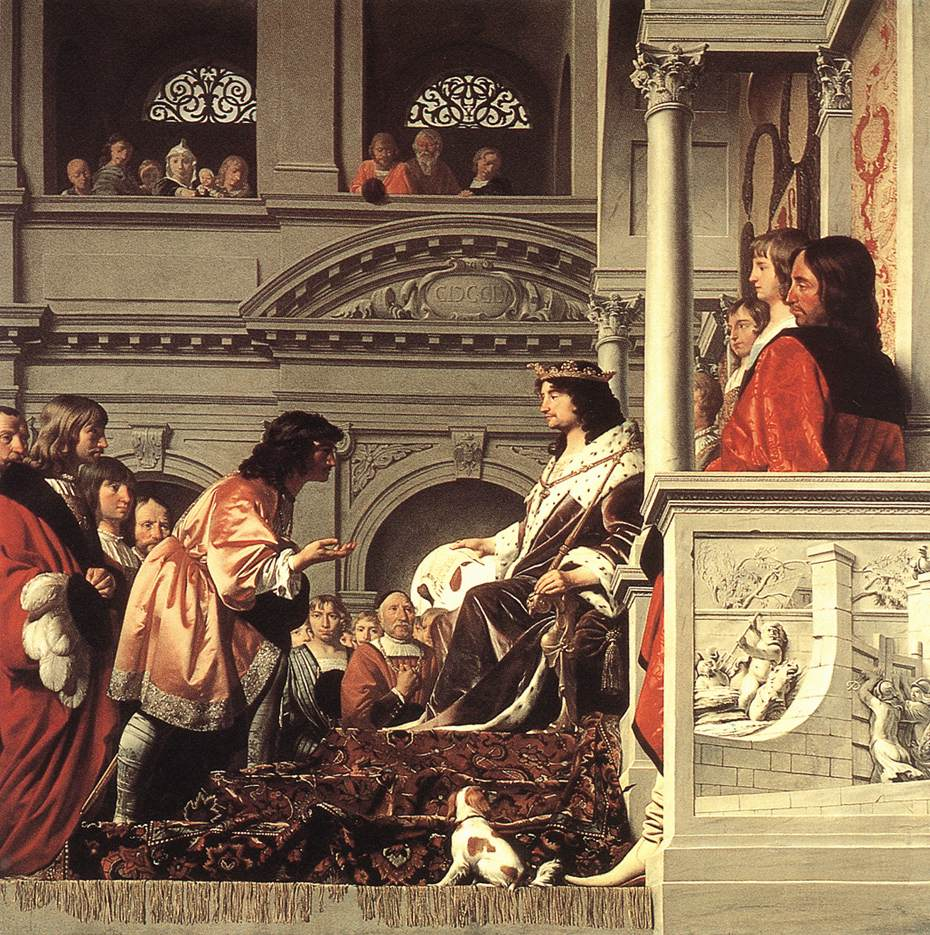
Willem II van Holland geeft privileges aan wat later het Hoogheemraadschap van Rijnland zal worden
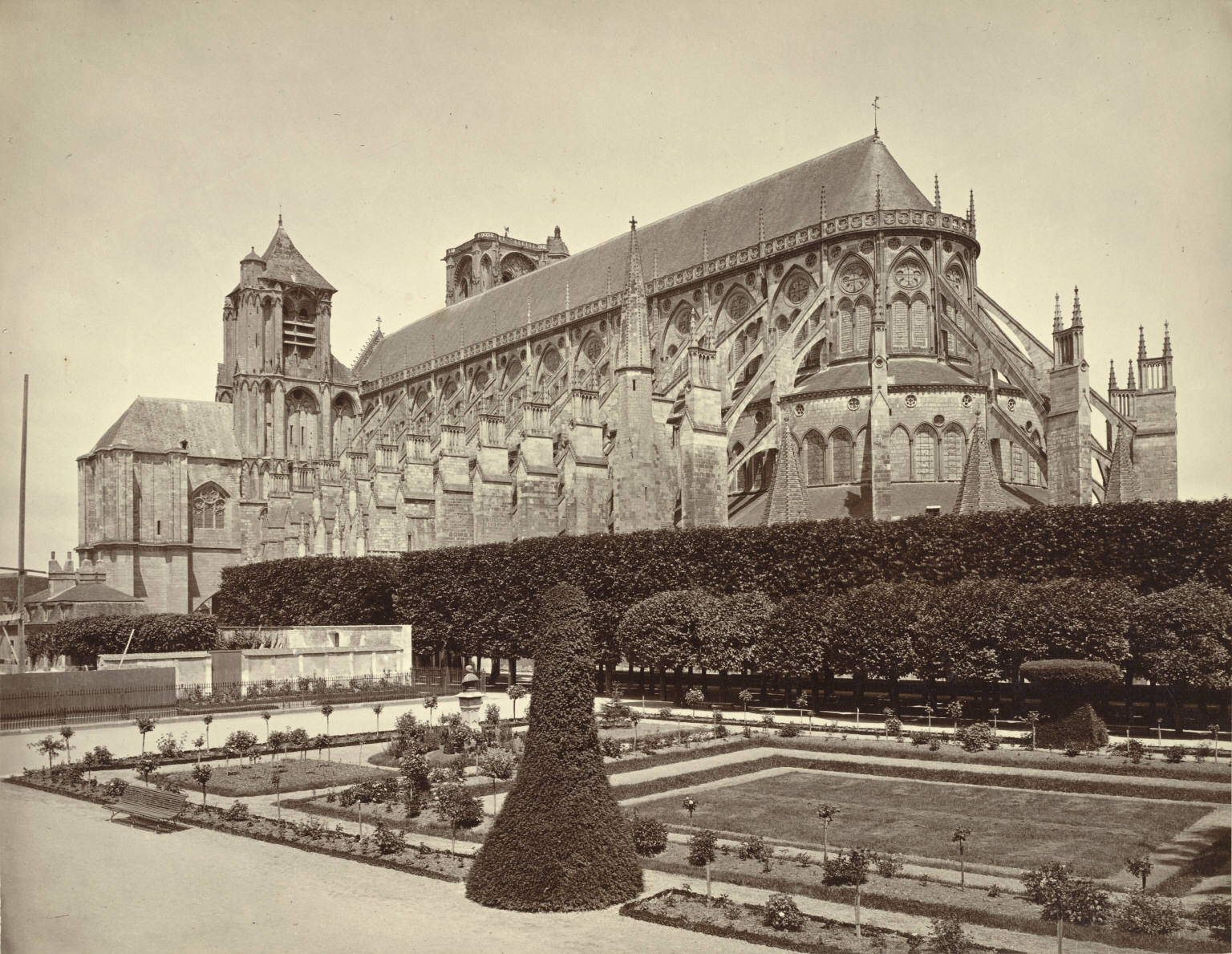
kathedraal van Bourges, voltooid 1255
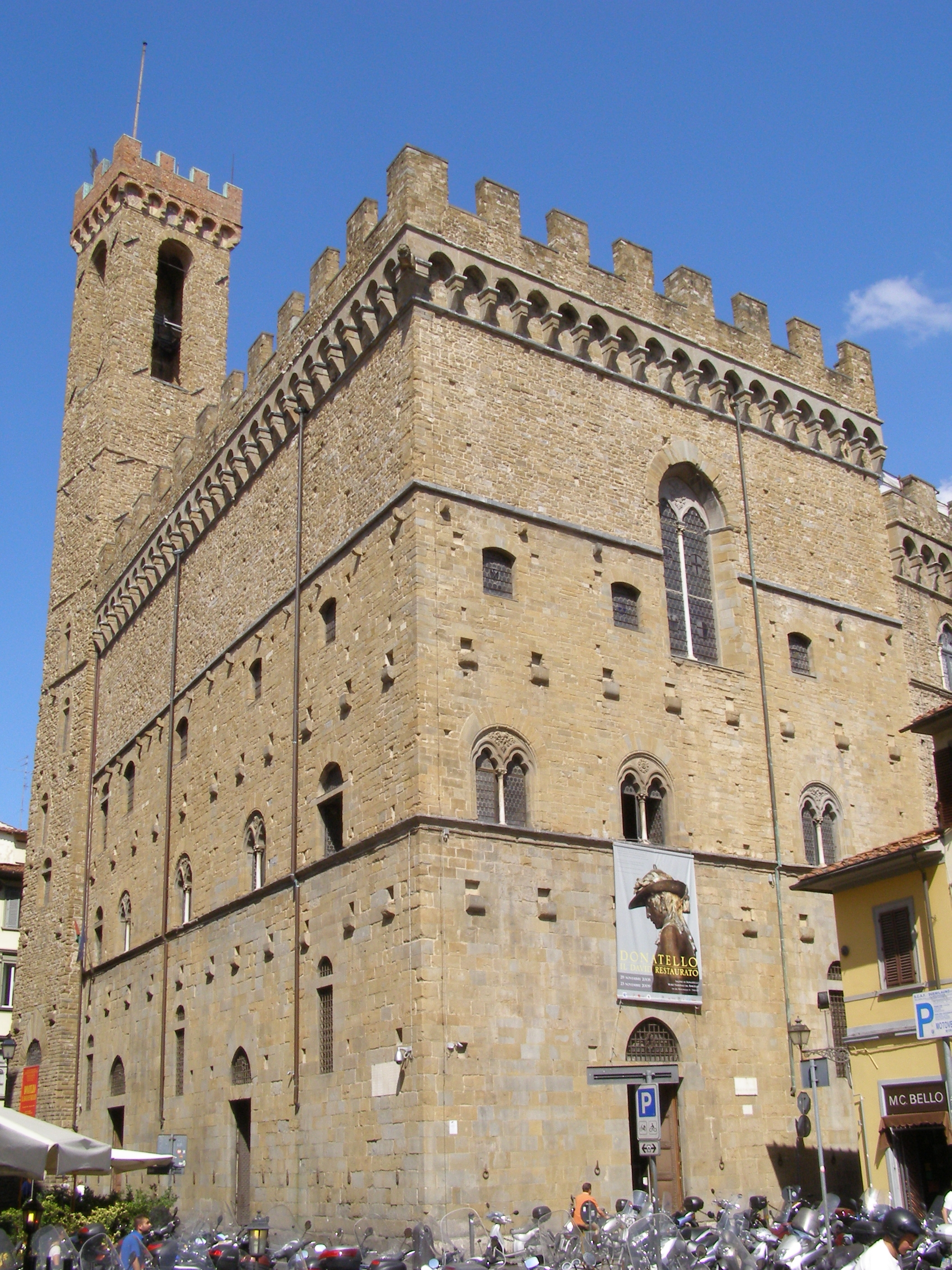
Palazzo del Bargello, Florence, gebouwd 1255

## Geboren
- juli - Albrecht I, koning van Duitsland (1298-1308)
- 23 oktober - Ferdinand de la Cerda, Spaans prins
- Francesca da Rimini, Italiaans edelvrouw
- Reinoud I graaf van Gelre (1271-1326) en hertog van Limburg (1280-1288)
- Adolf I van Nassau, koning van Duitsland (1292-1298) (jaartal bij benadering)
- Otto VI van Brandenburg, Duits edelman (jaartal bij benadering)

## Overleden
- Batu Khan, kan van de Gouden Horde (1236-1255)
- Adelheid van Montfort, gravin van Bigorre
- Mathilde van Lausitz, echtgenote van Albrecht II van Brandenburg
- Frederik II van Neurenberg, Duits edelman (jaartal bij benadering
- Sundiata Keïta, keizer van Mali (jaartal bij benadering)